# 梅利库科
梅利库科（義大利語：Melicucco），是意大利雷焦卡拉布里亚省的一个市镇。总面积6平方公里，人口5128人，人口密度854.7人/平方公里（2009年）。ISTAT代码为080049。